# Cerimoniere

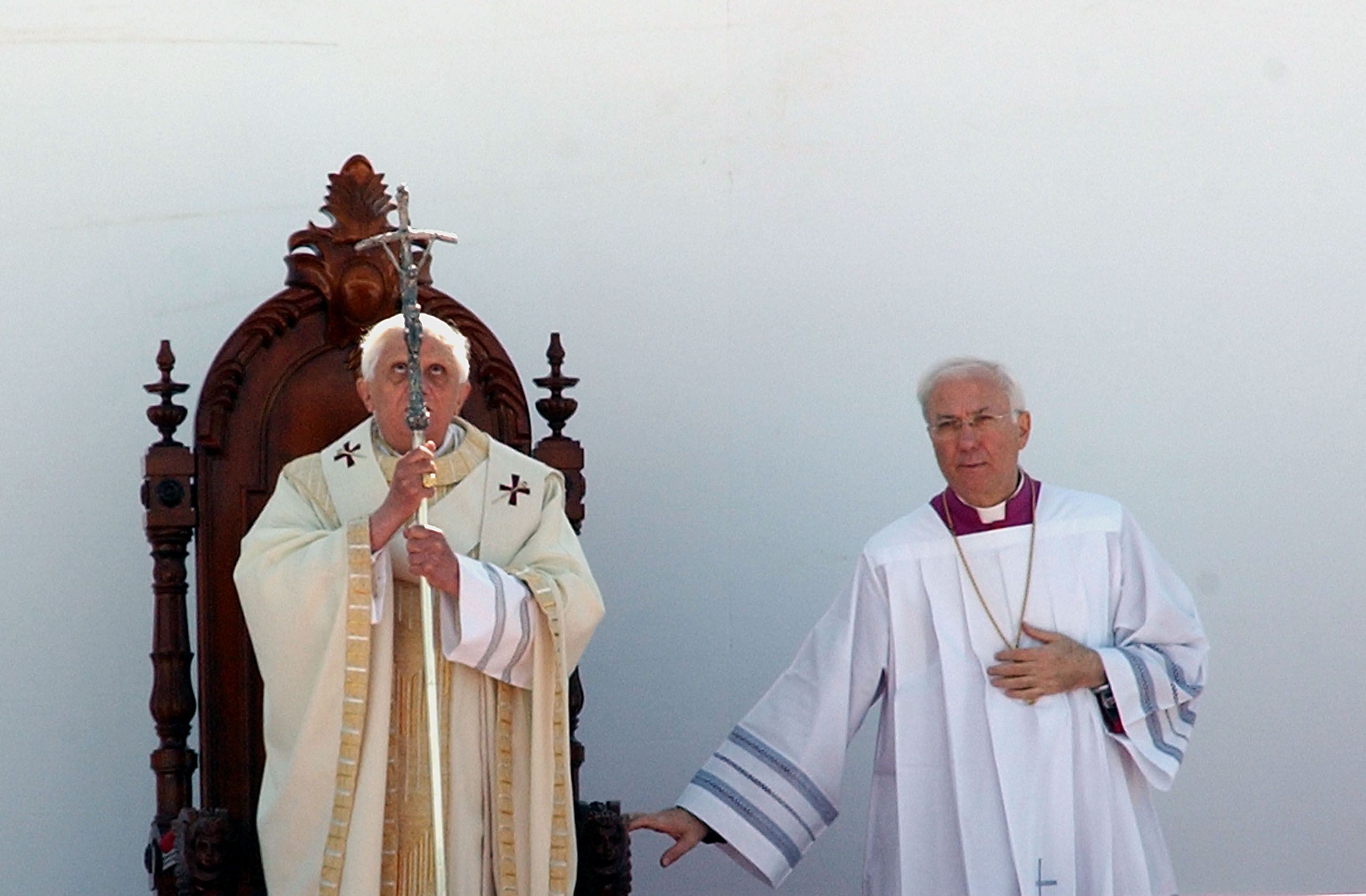
Papa Benedetto XVI assistito da Piero Marini, quest'ultimo in veste di cerimoniere

Il cerimoniere è un ministro della liturgia cattolica che ha il compito di preparare e dirigere le celebrazioni liturgiche; per questo motivo è detto anche Maestro delle celebrazioni liturgiche.

## Compiti
Il cerimoniere coordina anche i diversi ministranti nelle loro incombenze durante la celebrazione. Per via del suo particolare compito di guida della celebrazione liturgica nella sua totalità, è richiesta al cerimoniere la conoscenza piena dei diversi libri liturgici.
La presenza di un cerimoniere è tipica in particolar modo del rito romano e ambrosiano, mentre è abbastanza insolita nelle liturgie orientali. 
A norma del Cerimoniale dei Vescovi, in ogni messa stazionale (o pontificale) deve essere presente un maestro delle cerimonie che, presi accordi con i cantori, i sacristi, i ministranti, i concelebrati e il vescovo presidente, diriga la celebrazione eucaristica in modo che risulti armoniosa e utile all'edificazione dei fedeli. Il cerimoniere, inoltre, interviene nelle azioni liturgiche presiedute dal vescovo nella cattedrale. Di solito si pone a sinistra del celebrante in modo da girare le pagine del messale nella liturgia eucaristica. Nel caso di celebrazioni liturgiche particolarmente complesse oppure partecipate da molti ministranti e altri membri del clero, oltre al celebrante e diaconi, è ammessa la presenza di due cerimonieri che si dividono il ruolo di dirigere. Durante la funzione liturgica per ciò che ad essa concerne al cerimoniere si deve obbedienza assoluta.
Per la preparazione dei cerimonieri che svolgeranno poi il loro servizio nelle parrocchie, alcune diocesi organizzano dei corsi la cui durata varia a seconda dei luoghi e che talvolta si concludono anche con un esame.
Nello svolgere il suo ministero, il cerimoniere indossa l'abito talare nero o paonazzo se il celebrante è il vescovo oppure il cerimoniere presta servizio in una cattedrale, e la cotta. Se il cerimoniere è presbitero o diacono, può indossare, oltre all'abito talare e la cotta, anche la stola. Può utilizzare anche un altro tipo di abito approvato dalla conferenza episcopale e dall'ordinario del luogo.